# Frigidolfo
Frigidolfo či Torrente Frigidolfo je horský tok v italských Alpách. Je zdrojovým tokem řeky Oglio, která patří mezi nejvýznamnější přítoky Pádu. Pramení na samém konci údolí Val Camonica nad průsmykem Gavia. Pramenná oblast tvoří rozvodí mezi řekou Adda a Noce, které se nalézá na hřbetě mezi vrcholy o nadmořské výšce převyšující 3 000 m. Nejvyšším bodem povodí je Corno dei Tre Signori (3 360 m n. m.) Pramenná oblast tvoří údolí Val delle Messi. V létě tuto oblast překonává množstvím vodopádů, z nichž největší se nalézá nad chatou Valmalza. Největším přítokem je levostranné  Arcanello, které protéká údolím Val di Viso. Obě říčky jako rovnocenné v ploše povodí i průtoku se stékají ve městečku Pezzo, od kterého míří k Ponte di Legno. Zde tvoří spolu s množstvím mostků charakteristickou kulisu historické části města. Ve městě se stéká s říčkou Narcanello a vzniká tak významná italská řeka Oglio.

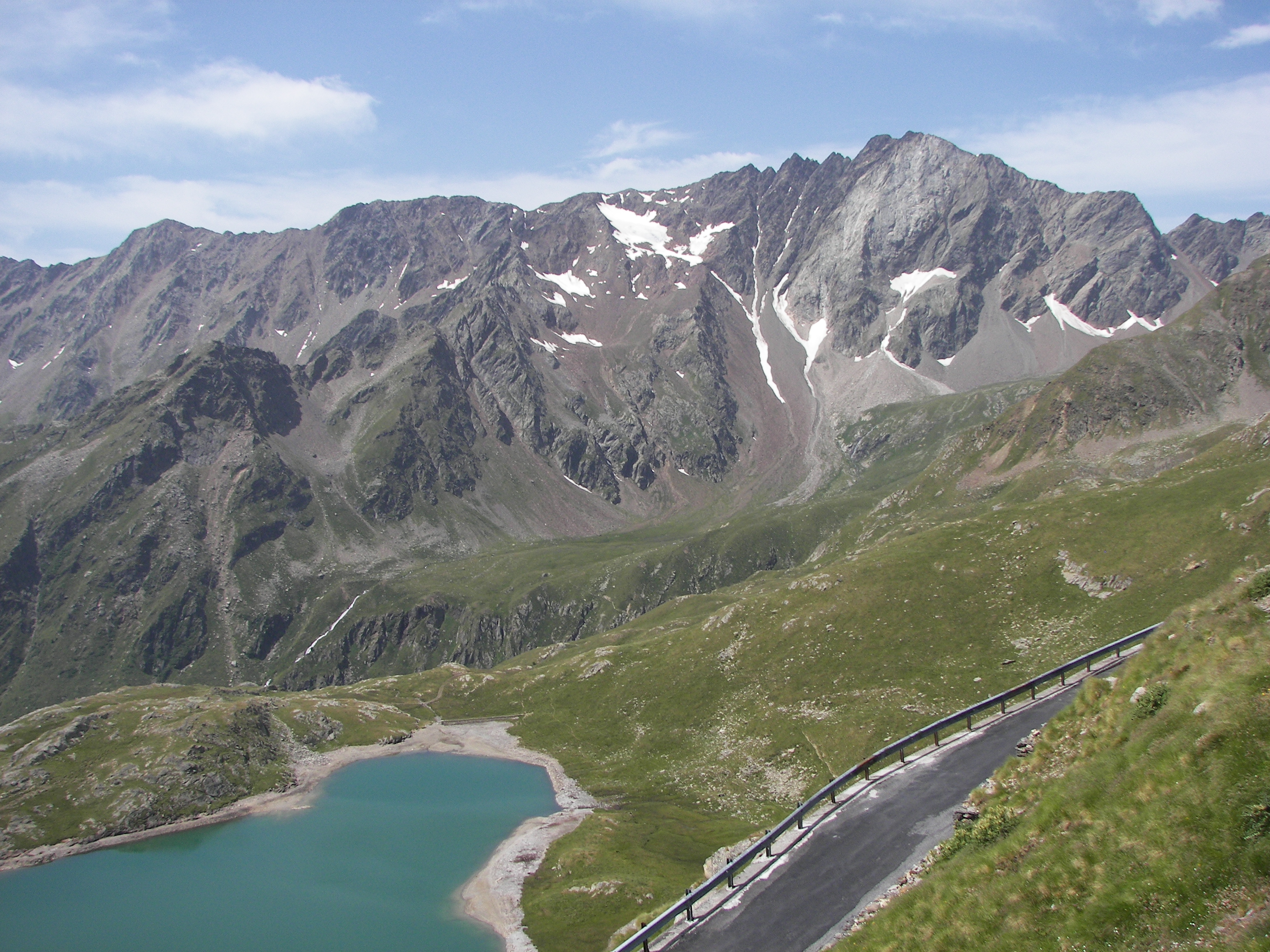
Údolí Frigidolfo pod průsmykem Gavia
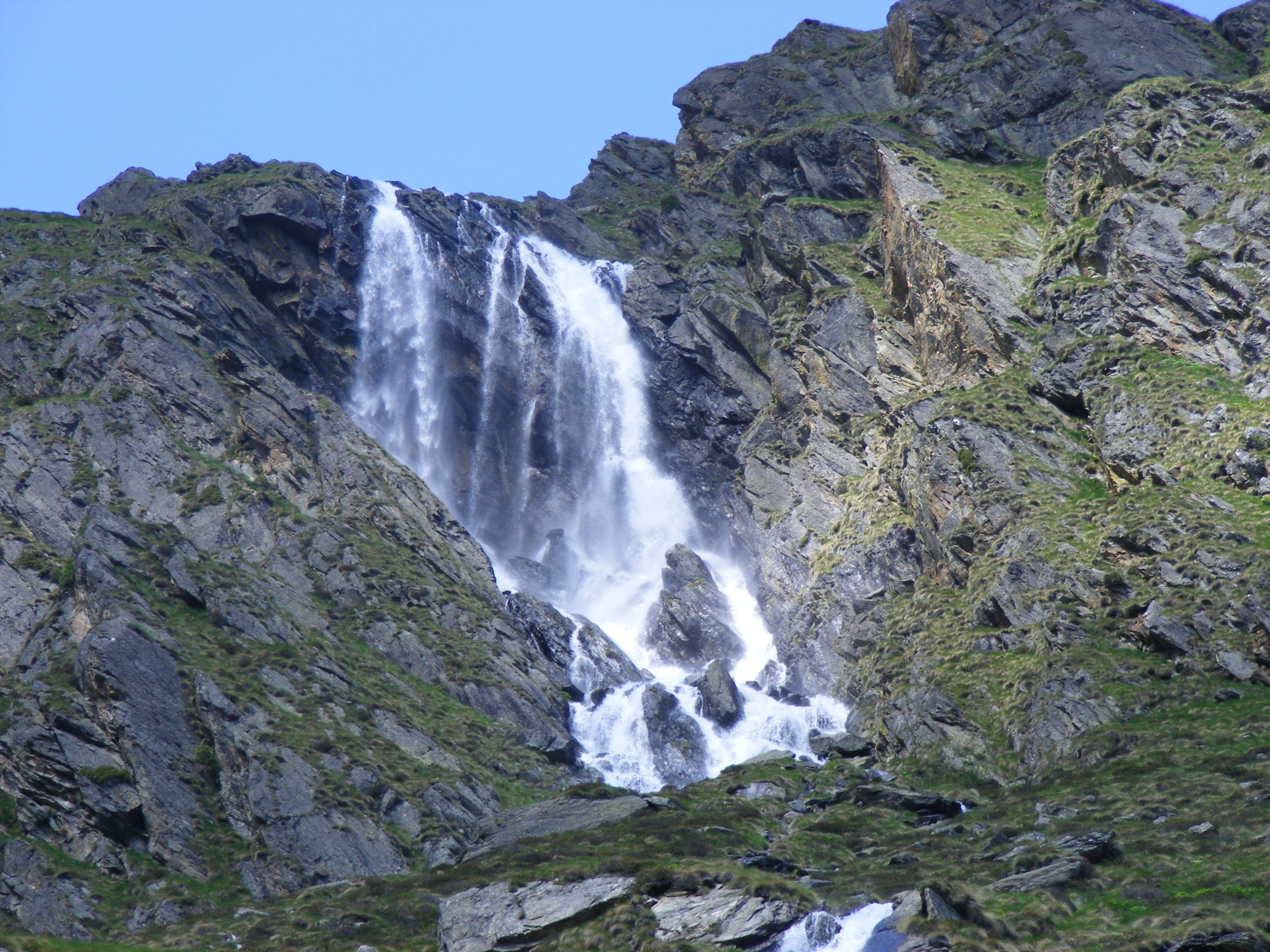
Vodopády nad chatou Valmalza
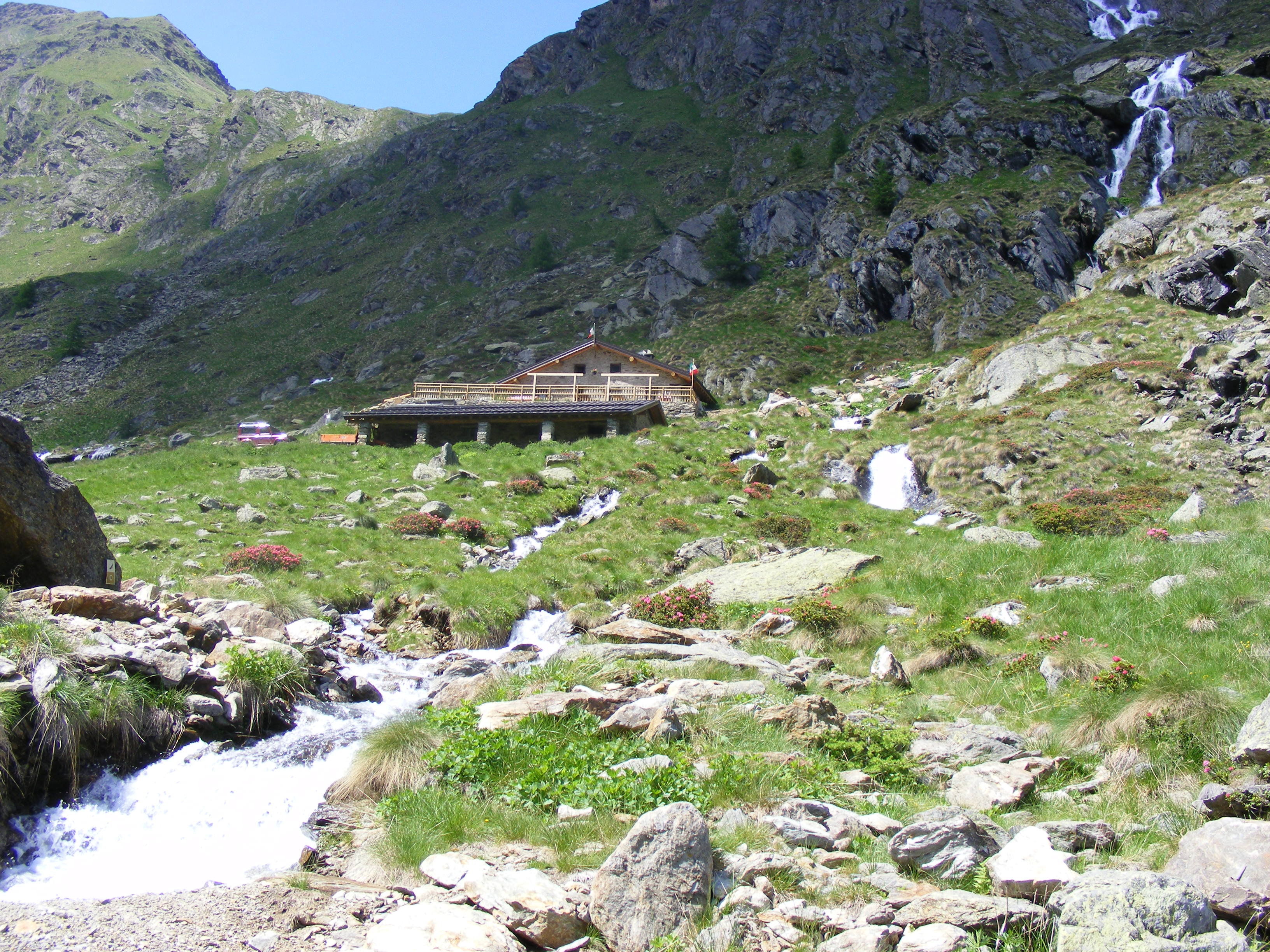
Pod chatou Valmalza
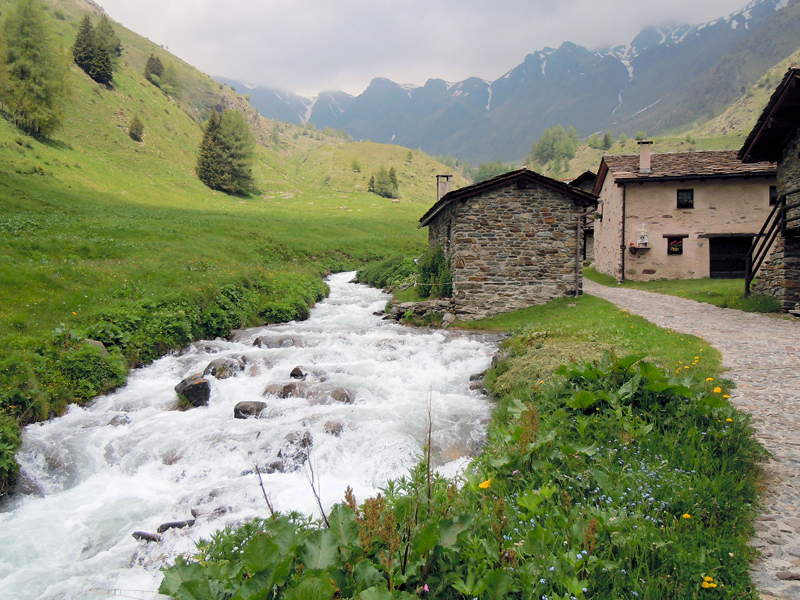
Nejvýznamnější přítok je Arcanello
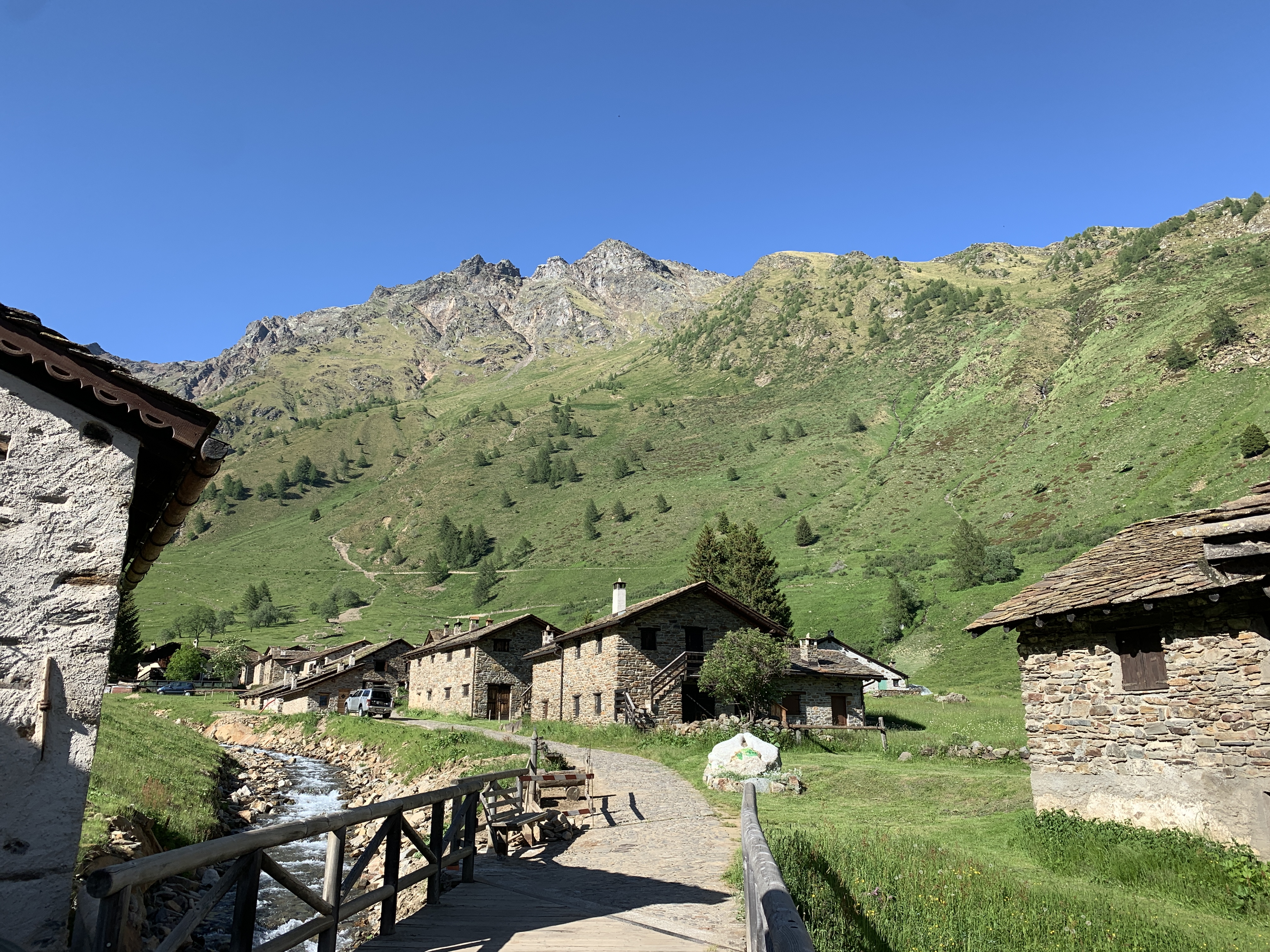
Arcanello v Case di Viso
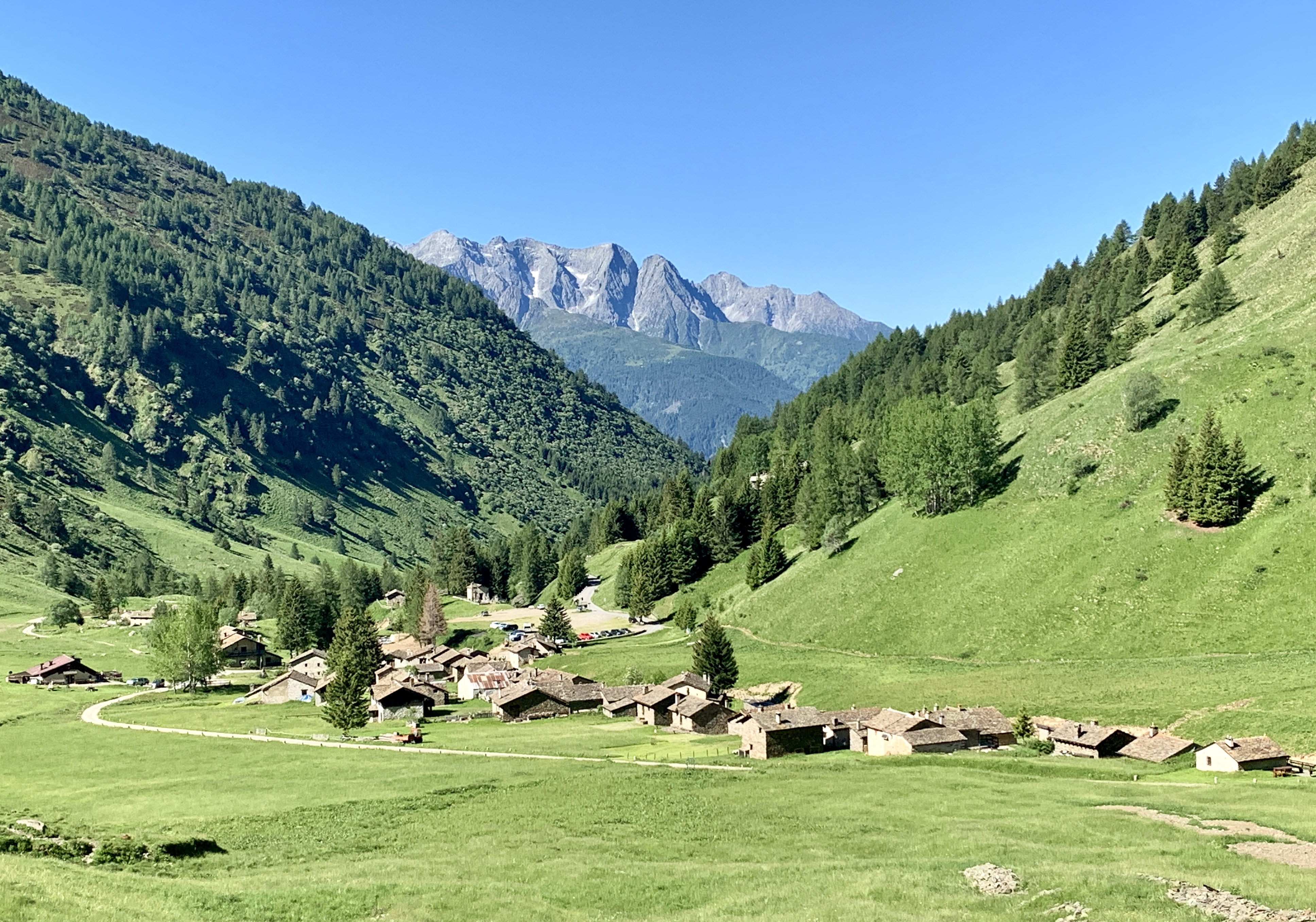
Arcanello nad soutokem s Frigidolfo
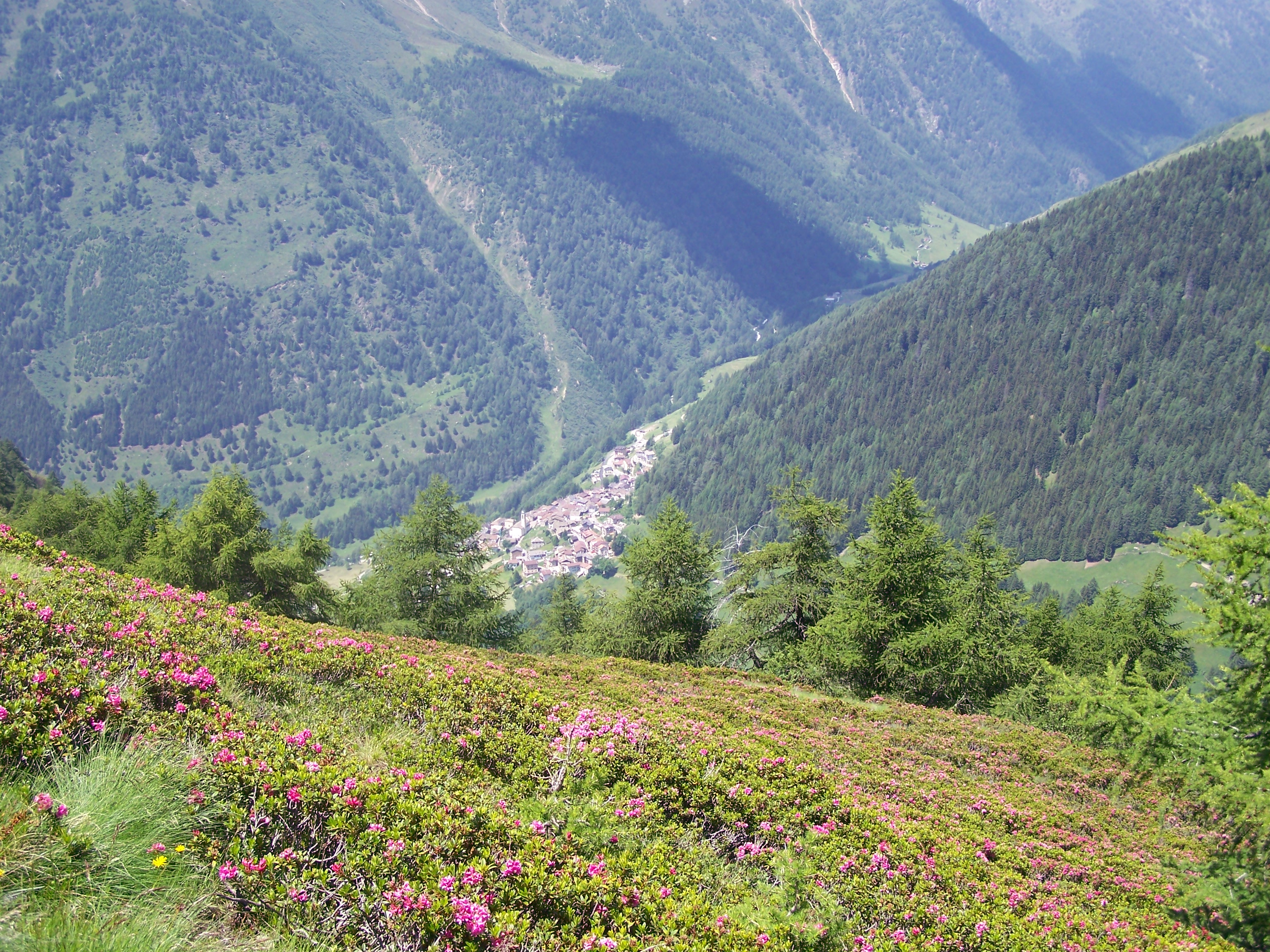
Městečko Pezzo - místo soutoku s Arcanello
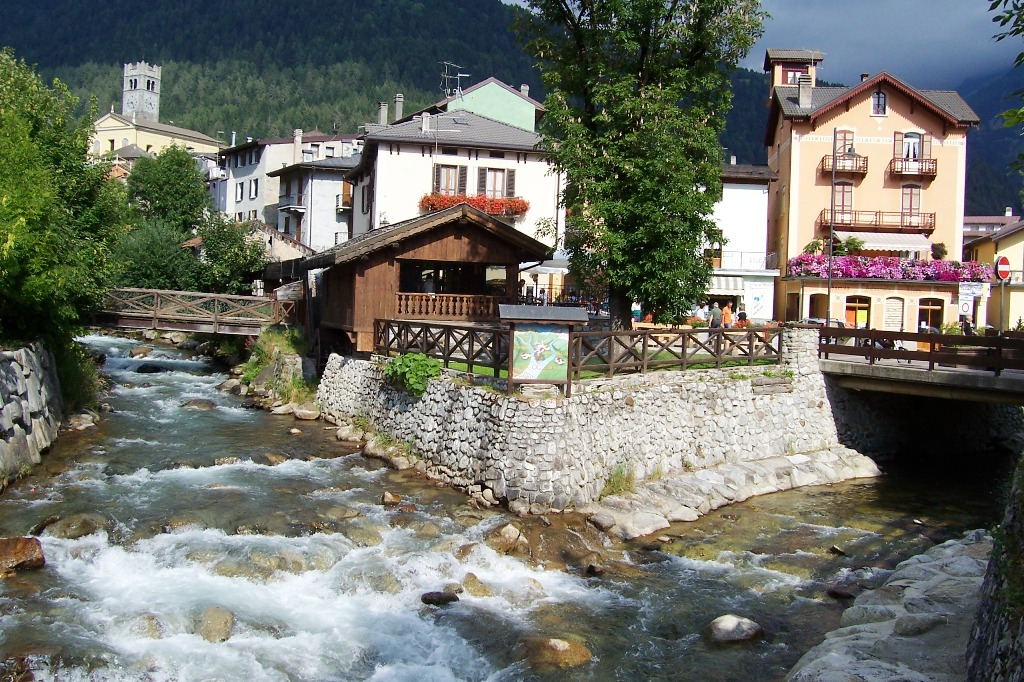
Soutok s Narcanello v Ponte di Legno

Údolí Val delle Messi je součástí strategické cesty průsmykem Gavia a po jeho stěně se vine silnice směrem k Bormiu. Cesta údolím Val di Viso navazuje v místech rozvodí s řekou Noce na historické pašerácké stezky do Švýcar. Obě údolí se rovnoměrně dělí o turistický zájem v letním i zimním období. V povodí Frigidolfa nejsou lyžařské vleky ani běžkařské tratě. Vody Frigidolfa poskytují omezenou možnost úlovku pstruha potočního menšího vzrůstu, jsou však vyhledávány rybáři upřednostňujícími vzhled revíru nad jeho bohatostí.

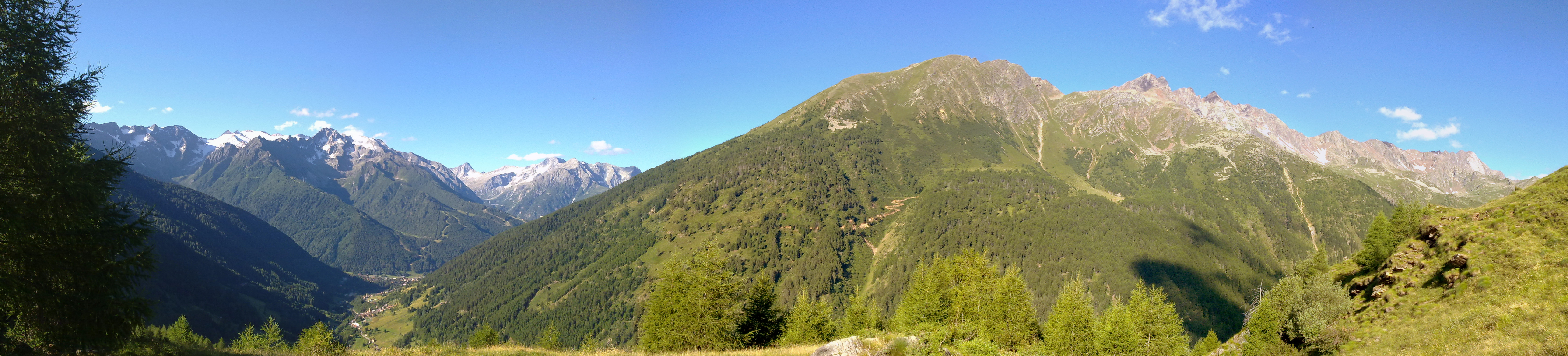
Pohled do spodní části údolí. V pozadí Ponte di Legno. Napravo pravobřežní část údolí Val delle Messi.. V pozadí vlevo údolí Narcanello.